# Șura Mare
Șura Mare (allemand : Großscheuern; hongrois : Nagycsűr) est une commune située dans le județ de Sibiu, dans le sud de la Transylvanie, en Roumanie.
Elle est composée de deux villages, Hamba (Hahnbach; Kakasfalva) et Șura Mare. Șura Mare a été mentionnée pour la première fois en 1332, et Hamba en 1337.
La commune se situe sur le plateau de Transylvanie. Elle est située dans la partie centrale du județ de Sibiu, juste au nord du chef-lieu, Sibiu. La rivière Hamba traverse la commune.

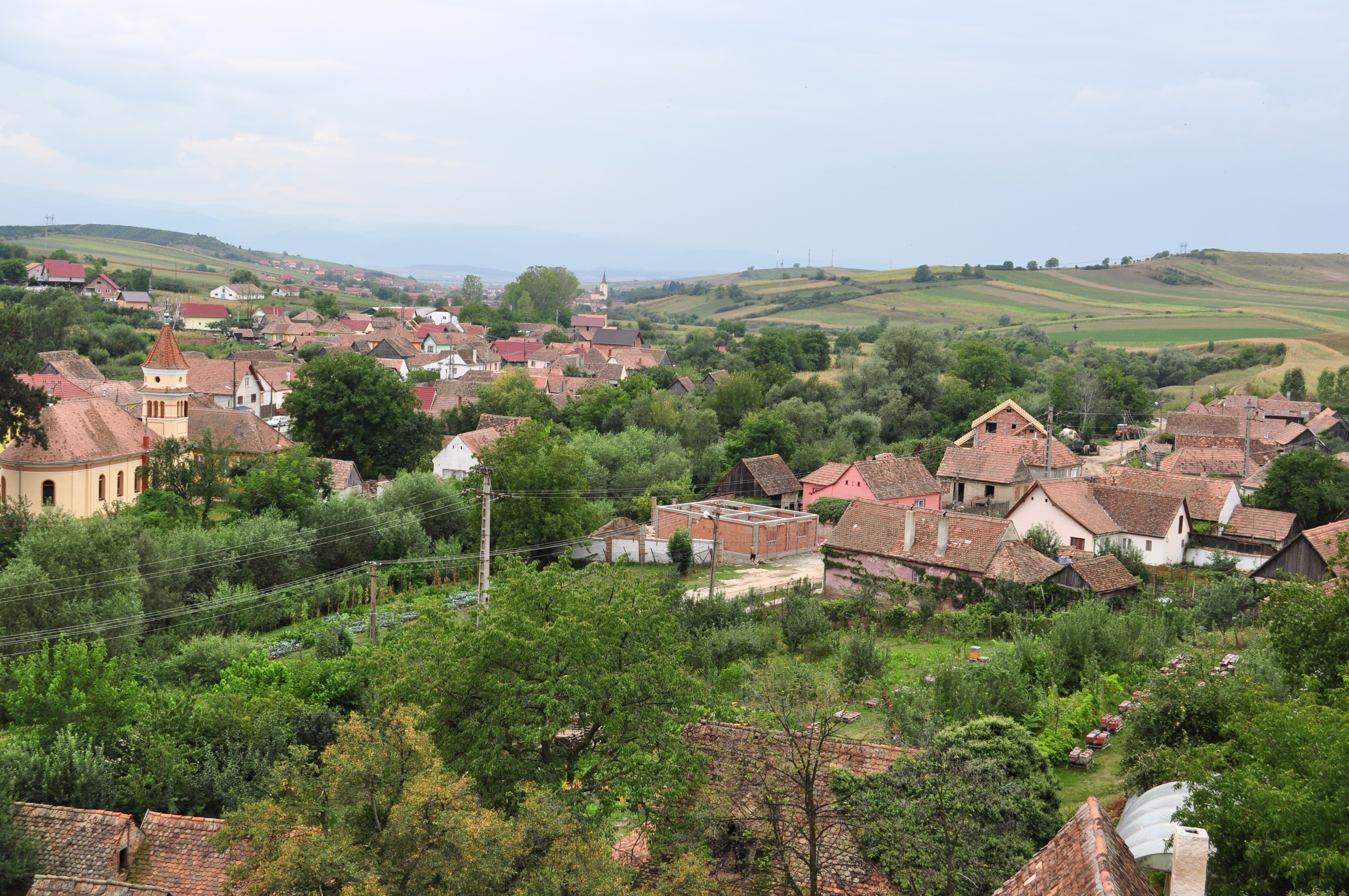
Vue de Hamba

Lors du recensement de 2011, 87,53% des habitants étaient Roumains et 4,75 % étaient Roms.

## Églises fortifiées
Les deux villages de Șura Mare ont des églises fortifiées. L'église de Șura Mare est une basilique à trois absides. Il a été construit au XIIIe siècle (la tour date environ de l'an 1300) et fortifié en 1495, apparemment en réponse aux attaques ottomanes de 1493.
La basilique romane de Hamba a été construite au XIIIe siècle. Cependant, seuls des fragments de celle-ci ont survécu. Le bâtiment actuel date du début du XVIe siècle.

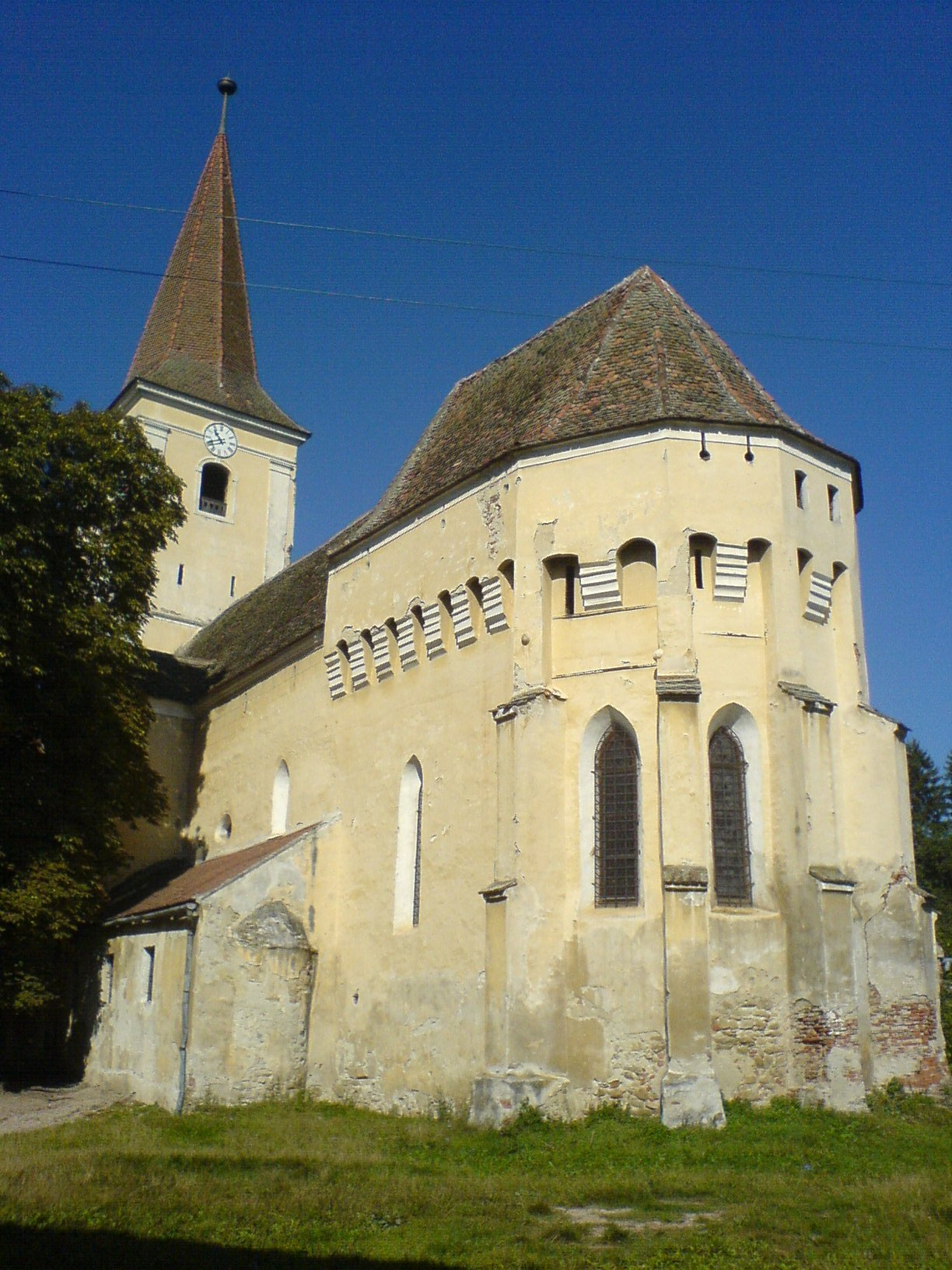
Église fortifiée de Șura Mare
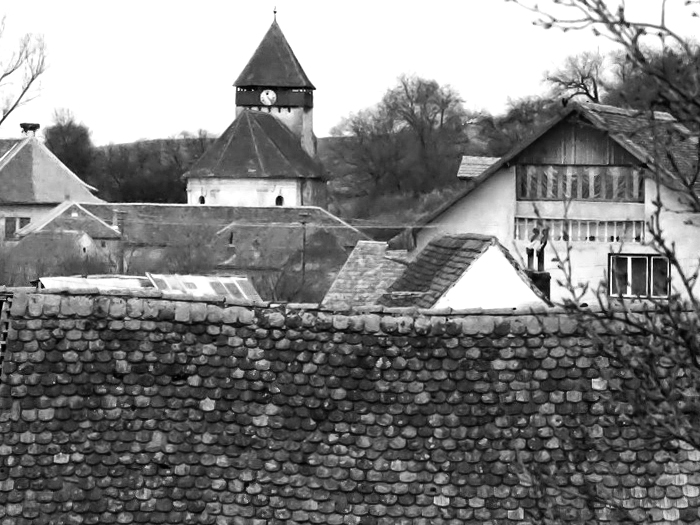
Église fortifiée de Hamba